# هاينريش دانيال ماتياس موهر
هاينريش دانيال ماتياس موهر (بالألمانية: Daniel Matthias Heinrich Mohr)‏ (و. 1780 – 1808 م) هو عالم نبات من ألمانيا .